# Дженерал Илектрик
„Дженерал Илектрик“ (GE) (произнася се Джѐнъръл Илѐктрик) е американска многоотраслова корпорация, един от най-големите производители в света на различни видове техника – локомотиви, газови турбини, енергийни установки (в това число и атомни реактори), авиационни двигатели, медицинско оборудване, фототехника, битова и осветителна техника, пластмаси и силикони, а също широк спектър от продукция с военно предназначение – от стрелково оръжие и бронетехника до военно-космически системи и ядрени боеприпаси.

## История
Компанията е основана от изобретателя Томас Едисън през 1878 г. Първоначално се е казвала Edison Electric Light („Електрическо осветление на Едисън“). След сливането си през 1892 г. с Thomson-Houston Electric, осъществено от финансовия магнат Джей Пи Морган, получава сегашното си име.
- 1896 – компанията е сред 12-те първоначални корпорации, съставили индекса Dow Jones. Днес тя е единствената от тях, която все още е действаща.
- 1909 – първи успешен модел на електрически тостер
- 1910 – започва серийно производство на електрически крушки с волфрамова жичка
- 1919 – заедно с AT&T и Westinghouse Electric учредява Radio Corporation of America (RCA)
- 1925 – пуска първия домашен хладилник
- В края на 1920-те – началото на 1930-те представя на пазара миксери, прахосмукачки, кондиционери, перални и съдомиялни машини
- 1928 – започва експериментално излъчване на телевизия. Изображението се наблюдава на екрани 9,7 cm² в домовете на четирима служители на компанията.
- 1930-те – разработва токоизправител, електроннолъчева тръба, живачна лампа (1934 г.), флуоресцентна лампа (1938 г.) и други иновации.
- 1939 – демонстрира предимствата на честотната модулация (FM) пред амплитудната, през 1940 г. започва работа първата FM радиостанция
- 1942 – започва изпитания на своя първи реактивен двигател
- 1990-те – става най-печелившата компания в САЩ, като пазарната капитализация през 1996 г. надвишава $100 млрд.